# Zentrum für Osteuropa- und internationale Studien
Die Zentrum für Osteuropa- und internationale Studien (ZOiS) gGmbH (englisch Centre for East European and International Studies) in Berlin ist ein vom Auswärtigen Amt unterstütztes Studienzentrum, das die Entwicklungen im postsowjetischen Raum analysieren und Entscheidungsträger beraten soll (Der Tagesspiegel).
Direktorin ist seit 2016 Gwendolyn Sasse. Das neu eingerichtete Zentrum im Berliner Ortsteil Mitte ist vergleichbar dem Bundesinstitut für ostwissenschaftliche und internationale Studien in Köln-Ehrenfeld, das im Jahr 2000 aufgelöst wurde. Die Initiative zur Gründung des deutschen Zentrums in Berlin ging von der Deutschen Gesellschaft für Osteuropakunde (DGO) aus, deren Präsident Ruprecht Polenz dafür warb. Für das Zentrum waren im Haushalt der Bundesbehörde nach einem Bericht des Tagesspiegels im Jahr 2015 500.000 Euro vorgemerkt, für die Jahre 2016 und 2017 jeweils 2,5 Millionen Euro. Diesem zufolge soll das Zentrum „sozialwissenschaftliche Expertise liefern, die schnell abrufbar sein müsse“, heißt es in Berlin. Dabei gehe es nicht um Grundlagenforschung, sondern um „anwendungsbezogenes Wissen“. DGO-Geschäftsführerin Gabriele Freitag nennt dagegen als Säulen des neuen Zentrums „gegenwartsbezogene Grundlagenforschung“, „Nachwuchsförderung in Kooperation mit den Hochschulen und Politikberatung“.
Der Website der 2016 in Berlin als gemeinnütziger Verein gegründeten Deutsch-Ukrainischen Akademischen Gesellschaft zufolge wird das Zentrum

“study contemporary political, economic, cultural and social processes in Russia, the Eastern Partnership countries and Central Asia, make its findings available to a wider public and provide policy advice supported by academic research. It will undertake collaborative research in economics and the social sciences and also cultural and legal studies within the scope of a multidisciplinary regional approach.”

„... zeitgenössische politische, wirtschaftliche, kulturelle und soziale Prozesse in Russland, den Ländern der Östlichen Partnerschaft und Zentralasiens untersuchen, seine Ergebnisse einer breiteren Öffentlichkeit zugänglich machen und politische Beratung bieten, die durch wissenschaftliche Forschung unterstützt wird. Es wird im Rahmen eines multidisziplinären regionalen Ansatzes kooperative Forschung in den Wirtschafts- und Sozialwissenschaften sowie kultur- und rechtswissenschaftliche Studien betreiben.“

Im Oktober 2023 beschloss die russische Generalstaatsanwaltschaft, die Aktivitäten dieser Organisation in Russland für unerwünscht zu erklären.